# Helina yanbeiensis
Helina yanbeiensis är en tvåvingeart som beskrevs av Xue och Wang 1982. Helina yanbeiensis ingår i släktet Helina och familjen husflugor. Inga underarter finns listade i Catalogue of Life.